# 392
392 (CCCXCII) fue un año bisiesto comenzado en jueves del calendario juliano, en vigor en aquella fecha.
En el Imperio romano, el año fue nombrado como el del consulado de Augusto y Rufino, o menos comúnmente, como el 1145 Ab urbe condita, adquiriendo su denominación como 392 a principios de la Edad Media, al establecerse el anno Domini.

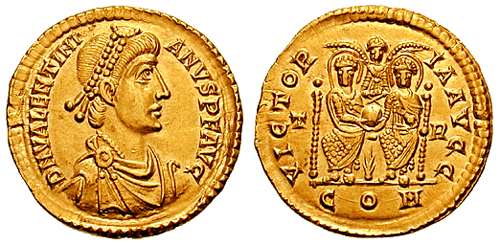
Sólido bizantino con la imagen de Valentiniano II; a su muerte, Teodosio concentró el poder sobre todo el Imperio romano.

## Acontecimientos
- Estilicón, general romano (magister militum), derrota a visigodos y hunos en Tracia. El emperador Teodosio I deja libre a Alarico a condición de que preste, como foederati, servicios militares al Imperio romano.
- Teodosio el Grande se convierte en emperador único de occidente y oriente después de la muerte de Valentiniano II. Emite un edicto que refuerza la prohibición de oraciones o sacrificios en templos no cristianos, lo que conduce a la persecución de los paganos y el fin de los Misterios eleusinos. También prohíbe los objetos de significado espiritual que pudieran utilizarse en el hogar, como el incienso o las figuras espirituales.

## Nacimientos
- Gala Placidia, emperatriz romana.

## Fallecimientos
- Valentiniano II, Emperador Romano de Occidente.